# Neoalbionella centroscyllii
Espèce
Neoalbionella centroscyllii est une espèce de copépodes de la famille des Lernaeopodidae.
C'est un ectoparasite de l'aiguillat noir (Centroscyllium fabricii).